# スティーヴン・ハフ

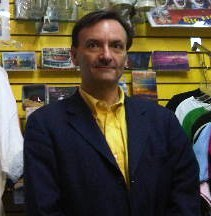
スティーヴン・ハフ

スティーヴン・ハフ（Stephen Hough, 1961年11月22日 - ）は、イギリス出身オーストラリア在住のピアニスト・作曲家・作家。2005年にオーストラリアの市民権を取得しており、現在は二重国籍の状態にある。

## 人物
ウィラル半島の畔の町ヘスウォールに生まれ、ホイレークに育つ。5歳からピアノを始め、ヘザー・スレイド＝リプキンやゴードン・グリーン、デリック・ウィンダムに師事。1978年にBBC新人演奏家コンクールの最終選考に残り、ピアノ部門の覇者となる。1982年にテレンス・ジャッド賞を獲得。1983年にニューヨーク・ノームバーグ国際ピアノ・コンクールで優勝した。ジュリアード音楽院より修士号を取得している。
リサイタルや室内楽で活躍する傍ら、シカゴ交響楽団やロサンジェルス・フィルハーモニー管弦楽団、トロント交響楽団、フィラデルフィア管弦楽団、ロンドン交響楽団、ニューヨーク・フィルハーモニー管弦楽団、ボストン交響楽団、ベルリン・フィルハーモニー管弦楽団、イギリス室内管弦楽団、バーミンガム市交響楽団、ロイヤル・リヴァプール・フィルハーモニー管弦楽団などと共演して協奏曲の独奏者も務めてきた。これまでに40点以上のCDを制作している。サン＝サーンスとラフマニノフのピアノ協奏曲全曲の音源で知られている。
現在はロンドン王立音楽院のピアノ科と、マンチェスター王立ノーザン音楽大学ピアノ研究国際委員会の客演教授を務めている。2001年にマッカーサー奨学金を授与された。
19歳でローマ・カトリックに改宗しており、著書の中で自分の信仰や音楽活動とのかかわりについて述べている。また同性愛者であることも公表している。また、『祈りとしての聖書～レクチオ・ディヴィナへの手引き』も上梓した。

## 近況
作曲家や編曲家としても活躍しており、スティーヴン・イッサーリスのために作曲された《チェロ協奏曲》は2007年3月に、同年夏にはウェストミンスター寺院とウェストミンスター大聖堂の聖歌隊によって《ミサ曲》が初演された
2021年度ヴァン・クライバーン国際ピアノコンクールの課題曲の委嘱を受けている。